# The Legend of Dragoon
The Legend of Dragoon is een computerrollenspel dat werd uitgebracht door Sony Computer Entertainment voor de PlayStation. Het spel verscheen voor het eerst in Japan op 2 december 1999, in de VS op 11 juni 2000, en in Europa op 19 januari 2001.

## Gameplay

### Additions
Additions zijn een serie door de speler geïnitieerde aanvallen die voortgezet moeten worden door op het juiste moment op de gevraagde knop te drukken. Dit klaarspelen zal de reeks van aanvallen doen aanhouden, maar falen zal de reeks doen stoppen en de beurt beëindigen. Soms zullen vijanden een tegenaanval proberen te doen tijdens een addition. In dit geval moet de speler een andere knop indrukken. Als dit lukt, zal de tegenaanval stoppen en de addition doorgaan. Zo niet, dan zal de addition stoppen en het aanvallende personage teruggeslagen worden met toegevoegde schade.
Naast schade verdienen de personages ook Spirit Points, of SP. Elke keer wanneer de speler de vijand schade aanbrengt door middel van een addition, verdient het personage SP. Wanneer het personage genoeg SP verzameld heeft, kan het in een "Dragoon" veranderen.

### Magie
Spelers kunnen magische spreuken winnen, vinden of kopen. Spreuken zijn ingedeeld in twee delen: enkelvoudig een meervoudig. Meervoudige spreuken vragen de speler om zo snel mogelijk op een knop te drukken om de schade te vergroten. Enkelvoudige spreuken hebben een vaste sterkte en dit kan niet door de speler veranderd worden. Beide type spreuken verdwijnen na gebruik.

### Dragoons
Alle bespeelbare personages krijgen uiteindelijk een Dragoon Spirit. Hiermee kan het personage tijdelijk in een sterkere vorm transformeren. Als een Dragoon heeft het getransformeerde personage twee opties: aanvallen en magie. Het addition-systeem wordt vervangen door een draaischijf. De speler moet elke keer wanneer de draaischijf een rotatie voltooid heeft een knop indrukken, tot een maximum van vijf keer.
Elk personage heeft zijn of haar eigen lijst van spreuken. Om deze spreuken te gebruiken, moet het personage Magic Points verbruiken.

## Verhaal
Het verhaal begint wanneer Dart, de protagonist terugkomt van een lange zoektocht naar de Black Monster, wie zijn ouders heeft vermoord en zijn geboortestad heeft verwoest: Neet. Onderweg wordt hij aangevallen door Feyrbrand, een draak gecontroleerd door Sandora, een opstandige factie in de Serdian-burgeroorlog. Uiteindelijk wordt hij gered door een mysterieuze vrouw genaamd Rose.

## Recensies
Het spel heeft gemiddelde tot goede recensies gekregen met een gemiddelde van 74/100 van Metacritic. IGN, die het spel een 7.0/10 gaf, prees de graphics maar vond dat het addition-systeem te veel precisie eiste.

## Platforms
| Jaar | Platform           |
| ---- | ------------------ |
| 1999 | PlayStation        |
| 2012 | PSP, PlayStation 3 |

## Ontvangst
Het spel werd wisselend ontvangen:
| Beoordeeld door       | Platform    | Datum             | Score |
| --------------------- | ----------- | ----------------- | ----- |
| GamePro (USA)         | PlayStation | 24 november 2000  | 100%  |
| WomenGamers.com       | PlayStation | 17 augustus 2000  | 90%   |
| RPGFan                | PlayStation | 5 maart 2000      | 77%   |
| Retrogaming History   | PlayStation | 10 februari 2010  | 75%   |
| RPGamer               | PlayStation | 3 juli 2000       | 70%   |
| Gamezone (Duitsland)  | PlayStation | 26 april 2001     | 70%   |
| GameSpot              | PlayStation | 14 februari 2000  | 64%   |
| Game Critics          | PlayStation | 10 augustus 2000  | 50%   |
| Game Revolution       | PlayStation | 1 juni 2000       | 42%   |
| The Video Game Critic | PlayStation | 15 september 2005 | 25%   |